# 데드 오어 얼라이브 (밴드)
데드 오어 얼라이브(Dead or Alive)는 잉글랜드의 밴드였다.

## 음반 목록

### 정규
- 《Sophisticated Boom Boom》 (1984)
- 《Youthquake》 (1985)
- 《Mad, Bad, and Dangerous to Know》 (1987)
- 《Nude》 (1989)
- 《Fan the Flame (Part 1)》 (1990)
- 《Nukleopatra》 (1995)
- 《Fragile》 (2000)